# ایمندینگن
ایمندینگن (به آلمانی: Immendingen) یک شهر در آلمان است که در تاتلینگن واقع شده‌است. ایمندینگن ۵٬۸۷۹ نفر جمعیت دارد.